# Georgia on My Mind
A Georgia on My Mind  egy 1930-as dal, amelynek Hoagy Carmichael és Stuart Gorrell voltak a szerzői. A lemezt Hoagy Carmichael rögzítette. Ray Charles előadásában vált örökérvényűvé, aki Georgiaból származott. Ray Charles felvételét 1960-as albumában rögzítették.
Stuart Gorrell az eredei dalt Carmichael Georgia nevű nővéréhez írta.
Ray Charles az 1960-as években szerepet vállalt a polgárjogi harcokban, emiatt nemkívánatos személlyé vált Georgiában. 1977-ben Georgia állam bocsánatot kért tőle azért, hogy területéről akkor kitiltotta, és Ray Charles előadását 1979-ben Georgia állam hivatalos állami himnuszává nyilvánították.

## Híres felvételek
Louis Armstrong, Michael Bolton, James Brown, Bing Crosby, Ella Fitzgerald, Tom Jones, Jerry Lee Lewis, Dean Martin, Glenn Miller, Willie Nelson, Oscar Peterson, a Righteous Brothers, a The Spencer Davis Group, Peter Frampton Band, Kristen Nicole, Django Reinhardt, Brenda Lee, ... Cserháti Zsuzsa & Charlie, ...

## Filmek
- Ray (film)